# Зоя (роман)
Вижте пояснителната страница за други значения на Зоя.
„Зоя“ (на английски: „Zoya“) е роман от американската писателка Даниел Стийл, издаден през 1988 година. В България романът е издаден през 2002 година от Издателска къща „Бард“.
 Внимание:  Текстът по-долу разкрива сюжета на произведението (или части от него)!
Зоя Осипова (Zoya Ossipov) е братовчедка на цар Николай II. След Октомврийската революция, руската аристокрация е подложена под ударите на новата власт. Зоя заминава за Париж, където среща любовта на живота си в лицето на Клейтън Андрюс. След края на Първата световна война те се женят и заминават за САЩ, където Зоя преживява много трудности, радости и мъка по време на Голямата депресия в САЩ.